# José Rodríguez Davié
José Rodríguez Davié, «Pepete» (San Fernando (Cádiz), 14 de mayo de 1867 - 13 de septiembre de 1899) fue un torero español.
Tomó la alternativa en El Puerto de Santa María el 3 de agosto de 1891, de manos de Mazantini, confirmándola en Madrid el 30 de agosto del mismo año, de manos de Guerrita, con quien alternó mano a mano en la lidia de una corrida de toros de Bañuelos. 
El 12 de septiembre de 1899, en el coso de Fitero, el toro Cantinero de Zalduero, que saltó la barrera detrás de él, le infirió una cornada, falleciendo el día siguiente.